# Josh Duhamel
Joshua David "Josh" Duhamel, född 14 november 1972 i Minot, North Dakota, är en amerikansk skådespelare och tidigare fotomodell.
1997 blev Josh Duhamel vald till årets modell i en tävling där bland andra Ashton Kutcher deltog. Hans första stora roll var som Leo du Pres i TV-serien All My Children. Mellan 2003 och 2008 spelade han Danny McCoy i NBC-serien Las Vegas. 
Duhamel har även varit med i filmen Win a Date with Tad Hamilton! och i långfilmerna Transformers och When in Rome.
I september 2004 träffade Duhamel Stacy Ferguson när hennes grupp Black Eyed Peas medverkade i ett avsnitt av TV-serien Las Vegas. De bodde tillsammans i Brentwood, Kalifornien och gifte sig 2009. Paret skiljde sig 2017.

## Filmografi
- 1999–2002 – All My Children (TV-serie)
- 2003–2008 – Las Vegas (TV-serie)
- 2004 – Win a Date with Tad Hamilton
- 2005 – Picture of Dorian Gray
- 2006 – Turistas
- 2007 – Transformers
- 2009 – Transformers: De besegrades hämnd
- 2010 – When in Rome
- 2010 – The Romantics
- 2010 – Ramona and Beezus
- 2010 – Life as We Know It
- 2011 – Transformers: Dark of the Moon
- 2011 – New Year's Eve
- 2012 – Fire with Fire
- 2013 – Safe Haven
- 2013 – Movie 43
- 2013 – Scenic Route
- 2014 – You're Not You
- 2014 – Strings
- 2015 – Battle Creek (TV-serie)
- 2018 – Love, Simon
- 2025 – Ransom Canyon (TV-serie)

## Datorspel
- 2015 - Skylanders: SuperChargers (röst)
- 2017 - Call of Duty: WWII (röst)